# Campionat britànic de motocròs 1963
La temporada de 1963 del Campionat britànic de motocròs, anomenat a l'època ACU Scramble Drivers' Star, fou la 12a edició d'aquest campionat, organitzat per l'ACU.

## Classificació final

### 500cc
| Posició | Pilot           | Motocicleta | Punts |
| ------- | --------------- | ----------- | ----- |
| 1       | Jeff Smith      | BSA         | 27    |
| 2       | Vic Eastwood    | Matchless   | 25    |
| 3       | John Burton     | BSA         | 16    |
| 4       | Andy Lee        | Matchless   | 11    |
| 5       | Chris Horsfield | Matchless   | 8     |
| 6       | John Giles      | Triumph     | 7     |
| 7       | Derek Rickman   | Metisse     | 6     |
| 8       | Gordon Blakeway | Matchless   | 3     |
| 9       | Don Rickman     | Metisse     | 4     |
| 10      | Jim Aim         | Orcadian    | 3     |

### 250cc
| Posició | Pilot           | Motocicleta | Punts |
| ------- | --------------- | ----------- | ----- |
| 1       | Dave Bickers    | Husqvarna   | 24    |
| 2       | Bryan Goss      | Greeves     | 16    |
| 3       | John Banks      | Dot         | 10    |
| 4       | Norman Crooks   | Dot         | 9     |
| 5       | Ernie Greer     | Dot         | 9     |
| 6       | Alan Clough     | Greeves     | 8     |
| 7       | Chris Horsfield | James       | 7     |
| 8       | Arthur Lampkin  | BSA         | 6     |
| 9       | John Griffiths  | Dot         | 6     |
| 10      | Malcolm Davis   | Greeves     | 6     |